# Minuartia howellii
Minuartia howellii là loài thực vật có hoa thuộc họ Cẩm chướng. Loài này được (S. Watson) Mattf. mô tả khoa học đầu tiên năm 1921.